# Hadropogonichthys lindbergi
Hadropogonichthys lindbergi är en fiskart som beskrevs av Fedorov 1982. Hadropogonichthys lindbergi ingår i släktet Hadropogonichthys och familjen tånglakefiskar. IUCN kategoriserar arten globalt som livskraftig. Inga underarter finns listade i Catalogue of Life.